# 旭川家具
旭川家具（あさひかわ かぐ）は、北海道旭川市と上川郡東川町や東神楽町など近郊地域の家具メーカーが製造している家具の総称。

## 概要

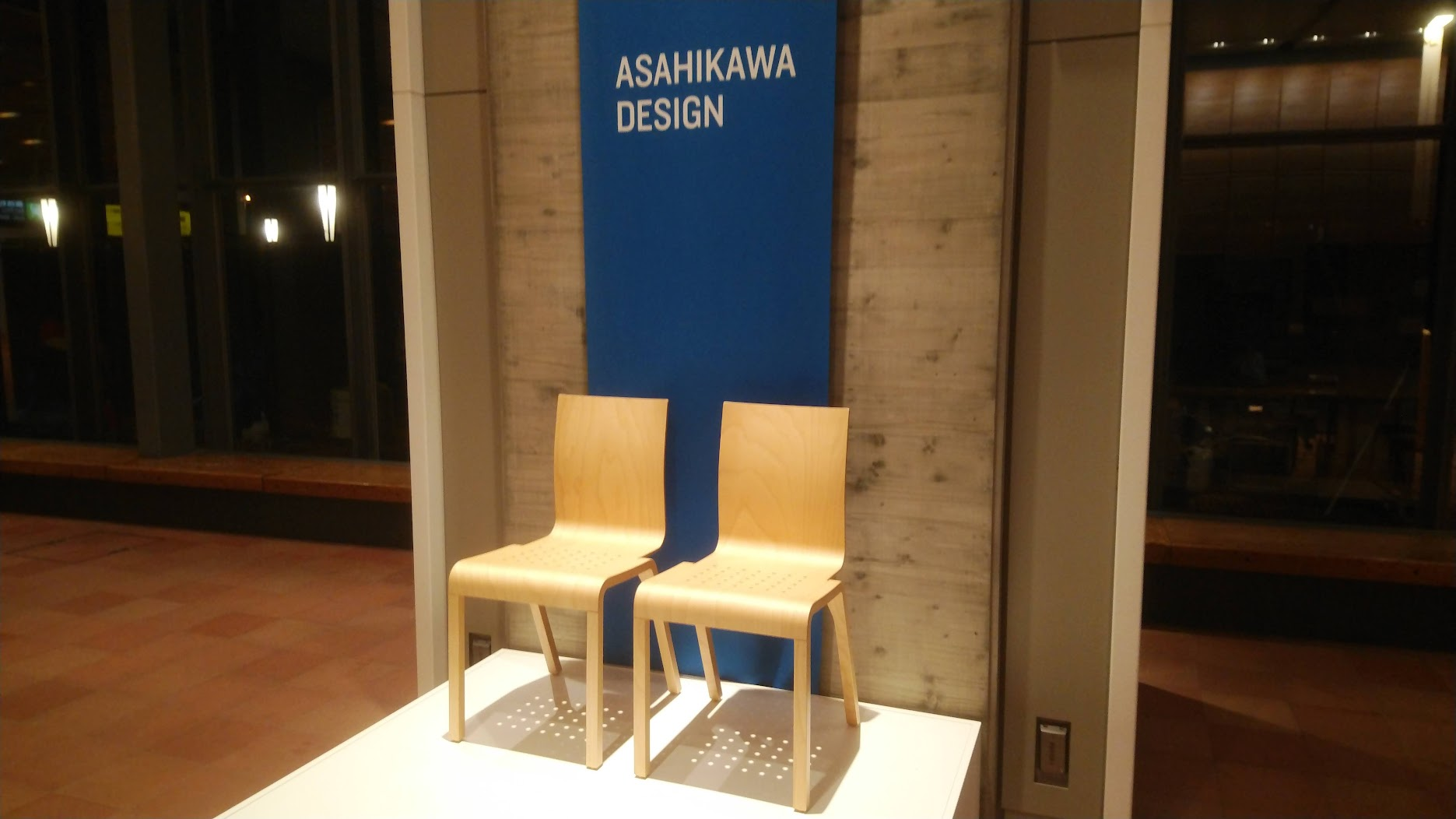
旭川家具の一例

北海道は森林が豊かである。これを生かして旭川地域では家具や木材、木製品（木器）に関係する企業が集積しており、北海道内の一大家具産地になっている。
旭川家具ブランドの特長は「良質な木材」と「デザイン性の追求」にあり、1990年（平成2年）から始まった家具のトリエンナーレ「国際家具デザインフェア旭川」（IFDA）では世界レベルのデザイン・コンペティションを実施。試作や製品化を手掛けることで、技術と感覚を磨きながら若手デザイナーを家具業界へ送り出す一助を担っている。

## 歴史
1890年（明治23年）、旭川に木挽場が完成し、1898年（明治31年）に鉄道が開通して1899年（明治32年）に札幌市から第七師団の移駐が始まると、本格的なまちづくりのため日本国内から木工職人が旭川へ移住してきた。旭川近郊には大雪山系の深い原生林があり、豊富で良質な森林資源があった。冬に雪が降り積もる地域なので天然乾燥ができず木工芸に適さないとされていたが、 人工乾燥機が普及すると大量出荷が可能となった。1913年（大正2年）、冷害により北海道内の農業が凶作に襲われると、旭川区（当時）は木工伝習所を開設して木工業の発展を促した。第一次世界大戦の戦時需要によって旭川の木工業は発展したが、昭和恐慌や第二次世界大戦（太平洋戦争）になると家具の生産が減少した。
戦後、旭川では新しい技術を取り入れることが遅れて、生産や加工技術が伸び悩んでいた。札幌などで進駐軍の宿舎や娯楽施設の建設が始まると、旭川家具に多くの受注が割り当てられるようになる。1949年（昭和24年）に国指定の「重要木工集団地区」12地域に北海道内で唯一旭川が指定を受けた。1950年（昭和25年）に北海道林業指導所（現在の北海道立総合研究機構森林研究本部林産試験場）が旭川に設置。1955年（昭和30年）に市立の試験機関として木工芸指導所（現在の旭川市工芸センター）を開設。当時は珍しかった産地での展示販売会「旭川木工祭り」（後の「旭川家具産地展」、現在の「ASAHIKAWA DESIGN WEEK」）を開催した。また、旭川家具は食器棚や箪笥など婚礼家具を中心に北海道外へ進出していった。昭和50年代になると生活様式（ライフスタイル）の変化とともに箪笥などいわゆる“箱もの”需要が減り、椅子など“脚もの”への転換やデザインの追及が求められるようになった。この頃の旭川家具は、重厚長大で高級家具というイメージであった。そこで、旭川家具の技術力と世界の優れたデザインを融合させて付加価値を高めるため、1990年（平成2年）に「国際家具デザインフェア旭川」（IFDA）を開催。旭川開基100年記念事業の1つとして開始以来、3年に1度開催している。旭川家具は大量生産から多品種少量生産や受注生産へ変わっていき、新しい感覚とイメージ一新に取り組みつづけている。イタリアの国際家具見本市「ミラノサローネ」や世界最大級の国際家具見本市であるドイツの「ケルンメッセ」、中国の「中国国際家具展覧会」などの海外展示会にも出品している。

## 家具メーカー
かつては300社ほどあった家具メーカーも、現在は110社ほどになっている。
※50音順
- アーリー・タイムス アルファ
- 旭川クラフト
- アルフレックス ジャパン
- いさみや
- インテリアナス
- インテリア北匠工房
- オークラ
- GAUZY CALM WORKS
- 加藤木工
- 河本家具工業
- カンディハウス
- 木と暮らしの工房
- GOOD DOGWOOD
- クリエイトファニチャー
- 工房ペッカー
- 工房まみあな
- 工房宮地
- 古径コスモ
- コサイン
- さいとうデザイン工房
- さくら工芸
- ササキ工芸
- ソファー工舎
- 匠工芸
- ファイングレーン
- 宮田産業
- むう工房
- メーベルトーコー
- 山岡木材
- 山室木工
- よしの工芸

## 協同組合
協同組合旭川木工センター
1966年（昭和41年）設立。当時、市内に散在していた木製品加工工場を集約して狭隘環境を改善し、相互協力することで一個人の経営では難しい局面に対応するため、有志企業13社によって市内永山地区に木工団地を造成し、1969年（昭和44年）に落成した。2015年時点、木工家具・建具メーカー7社、木材メーカー2社、木工機械販売1社、旭川家具・クラフトのネット販売1社の合計11社が加盟している。
1985年（昭和60年）から始まった、旭川木工センター「家具の祭典」は、名称が「モクモクフェスタ」となって毎年開催している。
旭川家具工業協同組合
前身となる旭川家具事業協同組合は1949年（昭和24年）に発足し、現在の旭川家具工業協同組合は1957年（昭和32年）に設立。1984年（昭和59年）に旭川家具事業協同組合が解散し、旭川家具工業協同組合へ一本化した。2014年時点の組合員数は43社。
2018年5月、旭川駅構内に「旭川家具ラウンジ」を開設した。

## 旭川デザインセンター
旭川デザインセンターは、北海道旭川市にある展示場・販売店。旭川近郊の家具メーカー製品を常設展示・販売しているほか、インテリアデザインやレストア（修理・再生）の相談も受け付けている。また、毎年6月に開催する「ASAHIKAWA DESIGN WEEK」や3年ごとに開催する「国際家具デザインフェア旭川」（IFDA）などのイベント会場になっている。
2017年6月リニューアル。
交通
車
旭川駅から約15分、旭川空港から約35分、国道39号沿い
バス
道北バス「永山2条10丁目」バス停下車

## 旭川・家具づくりびと憲章
旭川家具工業協同組合が木を大切にする気持ちを示してより質の高い家具づくりを目指すため、2007年（平成19年）に「旭川・家具づくりびと憲章」を制定した。